# Wyn Davies
Wyn Davies (Caernarfon, 1942. március 20. – 2025. július 17. vagy előtte) válogatott walesi labdarúgó, csatár.

## Pályafutása

### Klubcsapatban
1959–60-ban a Caernarfon Town, 1960 és 1962 között a Wrexham labdarúgója volt. 1962 és 1978 között az angol csapatokban szerepelt. 1962 és 1966 között a Bolton Wanderers, 1966 és 1971 között a Newcastle United, 1971–72-ben a Manchester City, 1972–73-ban a Manchester United labdarúgója volt. Az 1968–69-es idényben tagja volt a Newcastle United VVK-győztes csapatának. 1972-ben angolszuperkupa-győztes lett a Manchester City együttesével. 1973 és 1975 között a Blackpool játékosa volt, de 1975-ben kölcsönben a Crystal Palace csapatában szerepelt. 1975–76-ban a Stockport County, 1976 és 1978 között a Crewe Alexandra, 1978–79-ben a Bangor City labdarúgója volt. 1979-ben a dél-afrikai Cape Town City csapatában fejezte be az aktív játékot.

### A válogatottban
1963 és 1973 között 34 alkalommal szerepelt a walesi válogatottban és hat gólt szerzett.

## Sikerei, díjai
Newcastle United
- Vásárvárosok kupája (VVK)
  - győztes: 1968–69

 Manchester City
- Angol szuperkupa (Charity Shield)
  - győztes: 1972